# Lerchea bracteata
Lerchea bracteata är en måreväxtart som beskrevs av Theodoric Valeton. Lerchea bracteata ingår i släktet Lerchea och familjen måreväxter. Inga underarter finns listade i Catalogue of Life.